# Groß Sarau
Groß Sarau là một đô thị thuộc huyện Lauenburg, trong bang Schleswig-Holstein, nước Đức. Đô thị Groß Sarau có diện tích 17,08 km², dân số thời điểm 31 tháng 12 năm 2006 là 897 người.